# Famille Arbellot
La famille Arbellot est une famille subsistante d'ancienne bourgeoisie française, originaire de Bellac (Haute-Vienne) où sa filiation est suivie depuis le XVIe siècle. Elle a formé plusieurs branches, dont subsistent les branches Arbellot de Rouffignac, Arbellot de Vacqueur et Arbellot du Repaire.

## Histoire
Jean-Louis Ruchaud indique que la famille Arbellot appartient à l'ancienne bourgeoisie de Bellac (Haute-Vienne), où l'on suit sa filiation depuis le milieu du XVIe siècle. Il rapporte qu'une tradition rattacherait cette famille à une autre famille Arbelot de la noblesse de Bourgogne mais que cela n'est pas prouvé. Il ajoute que la filiation des trois premiers degrés en Limousin, quoique probable, n'est pas rigoureusement établie.
La famille Arbellot était une famille notable de Bellac où elle s'est maintenue du XVIe au XXe siècle. Elle a possédé plusieurs fiefs, occupé des charges d'échevinage et des offices de judicature. Jean-Louis Ruchaud cite : Estienne Arbellot (+ 1607), lieutenant particulier en l’élection de la Basse Marche à Bellac et lieutenant de la maitrise des Eaux et Forêts de la même province, puis son fils Jean, aussi lieutenant particulier en l’élection de la Basse Marche à Bellac (+ 1627), Jean Arbellot sieur de Chenaumorte, (+ 1694), avocat au siège de Bellac, inhumé dans l'église de Bellac avec son épouse, Simon Arbellot (+ 1736), sieur de Rouffignac, procureur en la sénéchaussée et siège royal de la Basse-Marche.
François Arbellot, sieur de La Gasne, est conseiller, avocat et procureur du roi en la sénéchaussée et siège royal de police de Bellac, Commissaire du roi assesseur en la commission souveraine de ce conseil, par provisions données à Versailles le 3 décembre 1772.
Plusieurs de ses membres sont inhumés dans l'église de Bellac.

## Filiation
La filiation de cette famille remonte au XVIe siècle avec Étienne Arbellot, marié vers 1540 à Catherine Bazeuge.
Son fils, « Honorable » Étienne Arbellot, sieur de La Gasne († 1607), bourgeois de Bellac, fut en 1572 l’un des quatre premiers consuls de Bellac, élus à la suite de l’édit du roi Charles IX donné à Paris en mars 1571 aux habitants de cette ville ; le roi « permettait, octroyait et accordait à toujours aux habitants de Bellac de créer et élire pour chacun an quatre d’entre eux des plus suffisants et capables, ou des plus notables pour être consul et échevins de leur ville ». Il fut avocat au siège de Bellac, lieutenant particulier en l’élection de la Basse Marche à Bellac et lieutenant de la maitrise des Eaux et Forêts de la même province. Il épousa vers 1570 Marguerite Bouchard, fille de Pierre Bouchard, sieur de Pleau. Il testa le 28 août 1607 devant Genébrias, notaire royal, et mourut en décembre de la même année.
Son fils, Jean Arbellot, marié à Jeanne Vergnaud, fut consul de Bellac en 1619.
Son fils, Jean Arbellot, sieur de Chenaumorte, fut consul de Bellac de 1641 à 1645. Il épousa Jeanne Dunoyer (lien avec Joseph Dunoyer, sieur de Rouffignac non établi), puis en 1632 Anne Galicher,. De son second mariage il eut plusieurs enfants, dont Jean (1633) qui suit et Jean Arbellot, sieur de Rouffignac (1637-1677), qui n'eut qu'une fille de son mariage en 1660 avec Jacquette de Tessières, dotée de 3 000 livres baptisée à Saint-Symphorien-sur-Couze (Haute-Vienne) le 22 septembre 1625, fille d'André, comte de Tessières, seigneur de Boisbertrand,.
Son fils, Jean Arbellot, sieur de Chenaumorte (1633-1694), épousa en 1660 Léonarde Dupeyron.
Son fils, Simon Arbellot, sieur de Rouffignac. Il porta d'abord les noms de sieur de Chenaumorte puis sieur de la Gasne (1662-1736), consul de Bellac, conseiller du roi et son procureur en la sénéchaussée et siège royal de la Basse-Marche, qualifié conseiller assesseur, fit son testament le 13 octobre 1731 et mourut à Bellac le 18 juillet 1736. Il épousa à Bellac après contrat du 27 décembre 1690 Thérèse-Louise Boullet, née vers 1670 et morte le 6 novembre 1712, fille de feu le sieur Vincent Boullet, sieur du Mazeix, avocat en parlement et en la sénéchaussée et siège royal de la Basse-Marche à Bellac et d’Anne Dubrac.Elle était aussi la sœur de Jean Boullet, écuyer, sieur des Martinières, gendarme de la garde du Roi, et de Catherine Boullet, fondatrice des Religieuses de l'Union Chrétienne de Bellac. 
Il eut 11 enfants dont :
- Jean, Arbellot, sieur de la Gasne (1692-1769), marié en 1715 à Léonarde Mallebay, d'où postérité[1].
- Jean-Bernard Arbellot, sieur des Aguzons (1693-1785), marié en 1725 à Louise Tournois, branche aujourd'hui éteinte.
- Jacques Arbellot, sieur de Rouffignac (1697-1763), marié en 1716 à Marie Fillion, auteur de la branche de Rouffignac[1].
- Jean-Baptiste, baptisé le 9 juin 1707, Sergent au régiment de la Reine dès 1737, sans postérité.
- Françoise, Religieuse de l'Union Chrétienne de Bellac.
- Jean, enfant naturel de Jeanne Faure, sa servante.

Jean Arbellot de la Gasne, co-seigneur du Liboureix (Blanzac), fils de Simon et de Thèrèse Boullet fut baptisé le 4 décembre 1715 à Bellac. Il soutint de nombreux procès, en particulier contre Gédéon de St Georges, contre M. Bouffier, Marquis des Pallignières, contre Antoine de Père, chevalier, co-seigneur du Liboureix.Il rendit hommage au Roi le 3 juillet 1776 pour sa part de rente sur le Breuil (Peyrat-de-Bellac). Le 18 février 1749, il épousa Marcelle Tanchon, fille de François Tanchon, sieur de Lage, Procureur au siège sénéchal et présidal de Limoges, et de Claire Sénamaud de Beaufort.
Il eut pour fils :
François Arbellot de Lagasne, Conseiller, avocat et procureur du Roi en la sénéchaussée et siège royal de Police de Bellac par provisions données à Versailles le 3 décembre 1772. Commissaire du Roi assesseur en la commission souveraine de ce conseil.  Il tenta de vendre ses offices en fin d'année 1778. On peut lire dans la gazette des affiches de Poitiers en date du 10 octobre 1778 : "A vendre, office de conseiller du Roi, son avocat et procureur au siège royal de Bellac, auquel a été réuni celui de procureur au siège royal de Police de la même ville ... jouissant des privilèges accordés à la noblesse ... S'adresser à M. Arbellot de la Gasne, titulaire". Il rendit hommage au Roi le 14 octobre 1776, pour son fief du Breuil. Il présida le comité municipal de Bellac en 1789 et fut membre de l'organisation d'un corps de volontaires pour protéger la ville pendant les évènements de la Révolution. Il fut maire de Bellac sous le Consulat et l'Empire. Il épousa Marie Tirion, fille de Jean Tirion, avocat au Parlement de Paris, et en secondes noces Françoise Eudel de La Tour, fille de François Eudel, seigneur de la Tour, contrôleur général des fermes du Roi à Laval, puis directeur des dites fermes. Il était Juge honoraire au Tribunal de Bellac lorsqu'il mourut le 1er septembre 1827. Il eut 6 enfants, dont Robert, né à Bellac le 24 septembre 1789, et mort sans postérité le 1 décembre 1814, qui avait pour parrain Robert Quesnay de Saint Germain, chevalier, conseiller en la cour des aides de Paris. Un seul de ses enfants eut une descendance : Catherine Arbellot de Lagasne, mariée le 6 août 1832 avec Jacques Genty de La Borderie, banquier de Bellac, propriétaire de l'ancien château de des vicomtes de Monbas (actuelle mairie de Bellac), où ils résidaient ensemble, dont postérité.

## Branches
La famille Arbellot s'est divisée au XVIe siècle et XVIIe siècle en six branches distinctes. Trois subsistent actuellement ; chacune portant le nom du fief principal qu'elle détenait sous l'Ancien Régime. 
- Arbellot de Rouffignac. Pierre-Marie Dioudonnat indique qu'en 1833 Jean Arbellot déclare son fils sous le nom Arbellot-Rouffignac. le nom apparait ensuite en Arbellot de Rouffignac. De 1952 à 1975 la branche Arbellot de Rouffignac se vit contester l'usage du nom "de Rouffignac" par des membres de la famille de Roffignac qui obtiennent d'abord gain de cause en 1952 et 1955 (rectification Arbellot de Rouffignac en Arbellot) avant que la famille Arbellot soit autorisée par arrêts de la Cour d'appel de Poitiers du 30 mai 1973 et de la Cour de cassation du 7 janvier 1975 à porter de nouveau le nom Arbellot de Rouffignac[8]. Un autre membre de cette famille a pu reprendre le nom par arrêt du Conseil d'Etat du 24 février 2023.[réf. nécessaire]
- Arbellot de Vacqueur. Le nom Arbellot de Vacqueur a été autorisé par jugement du 27 mars 1924 rendu par le tribunal civil de Limoges.
- Arbellot du Repaire. Parfois orthographié Arbellot-Repaire

## Personnalités
- François Arbellot, chanoine, archéologue, et historien de la Marche et du Limousin (XIXe siècle). Ordonné prêtre du diocèse de Limoges en 1839, chanoine titulaire (1867), curé-archiprêtre de Rochechouart de 1856 à 1837. Historiographe du Diocèse de Limoges. Membre de la Société archéologique et historique du Limousin (président en 1871). En 1885, il reprend le travail de recherche historique sur la mort de Richard Cœur de Lion dans La vérité sur la mort de Richard Cœur de Lion, étude publiée dans le Bulletin de la Société archéologique et historique du Limousin, (t. XXVI, 1878) et reprise en 1885 sous le nom de Mort de Richard Cœur de Lion dans Récits de l’histoire du Limousin.
- Pierre Arbellot de Vacqueur (1804-1881), général de brigade (origine cavalerie) (1860). Il a dirigé le combat de Longeau qui a opposé le 16 décembre 1870, lors de la Guerre franco-allemande de 1870, des éléments de la place de Langres à une brigade prussienne commandée par le général Colmar von der Goltz. Commandeur de la Légion d'Honneur. Une rue de la ville de Bellac porte son nom.
- Simon Arbellot de Vacqueur, écrivain, directeur de la presse au ministère de l’Information à Vichy de 1940 à 1942, puis consul général de France à Malaga de 1943 à 1944. Il est surtout connu pour avoir été avec Gabriel Jeantet le « parrain » de François Mitterrand pour l’obtention de la Francisque en 1943.
- Yves Arbellot-Repaire, administrateur de la France d'outre-mer, adjoint au gouvernement de Saint-Pierre-et-Miquelon en 1968, chevalier de l'ordre national du mérite, chevalier de la Légion d'Honneur.

## Possessions
Rouffignac (Blanzac), Rouffignac (Mézières Sur Issoire) (fief qui en 1625-1627 appartenait encore à Joseph Dunoyer, sieur de Rouffignac), Chenaumorte (Mezière sur Issoire), La Gasne (Peyrat), Les Aguzons, Le Repaire (Peyrat), Vacqueur (Peyrat) etc.
« Le fief et dîmes de la Gasne (paroisse de Peyrat, près Bellac) possédés par le sieur Arbellot de la Gasne, bourgeois, furent saisis, faute d'hommage, le 22 juillet 1767, — il a satisfait le 11 mars 1768. ».
« Le fief du Repaire et de Vacqueur (paroisse de Peyrat) possédé par le sieur Àrbellot du Repaire, fut saisi pour même cause le 22 juillet 1764, — il a satisfait le 5 août 1767.».
Le 12 juillet 1775, Jean-Baptiste Lagorce, greffier en chef en la sénéchaussée de Bellac, par procuration de Bernard Arbellot, sieur de Rouffignac, bourgeois, s'est rendu au bureau des finances de Limoges et a rendu hommage au roi « que ledit sieur Arbellot est tenu de faire pour raison du droit de dixme a lui appartenant sur la paroisse de Berneuil. »

## Armes
Jacques Jalounex indique : « En 1699 un membre de cette famille, greffier de l'écritoire de Bellac, recevait des armoiries complétées par le bureau d‟enregistrement de la généralité de Limoges », et donne à cette famille les armes :
- De gueules à une merlette d’argent en cœur, accompagnée de quatre trèfles du même.[9]

## Alliances
Les principales alliances de la famille Arbellot sont : Bazeuge (XVIe siècle), Bouchard (vers 1570), Vergnaud (1640), Dunoyer, Galicher (1632 et 1745), de Tessières (1660), Dupeyron (1660), Boullet (1690), Fillion (1716), Tournois (1725), Tanchon (1747), Bonnin du Nouic (1752), Eudel de La Tour (1788), Mallebay de Vacqueur (1748), Mallebay de La Vigerie (1794), Montazeau (1772), Mondeau (1784), d'Argence (1798), Desmier du Roc (1832), Constancin du Chatenet (1831), Brumauld des Houllières (1899), Génébrias de Gouttepagnon (1801), de La Combe (1930), de Ruffray (1925), Le Moniès de Sagazan (1950), Bouniceau (1873), Durand (1852), Hamouy (1895), Bourdin (1905).